# ابزار الماس

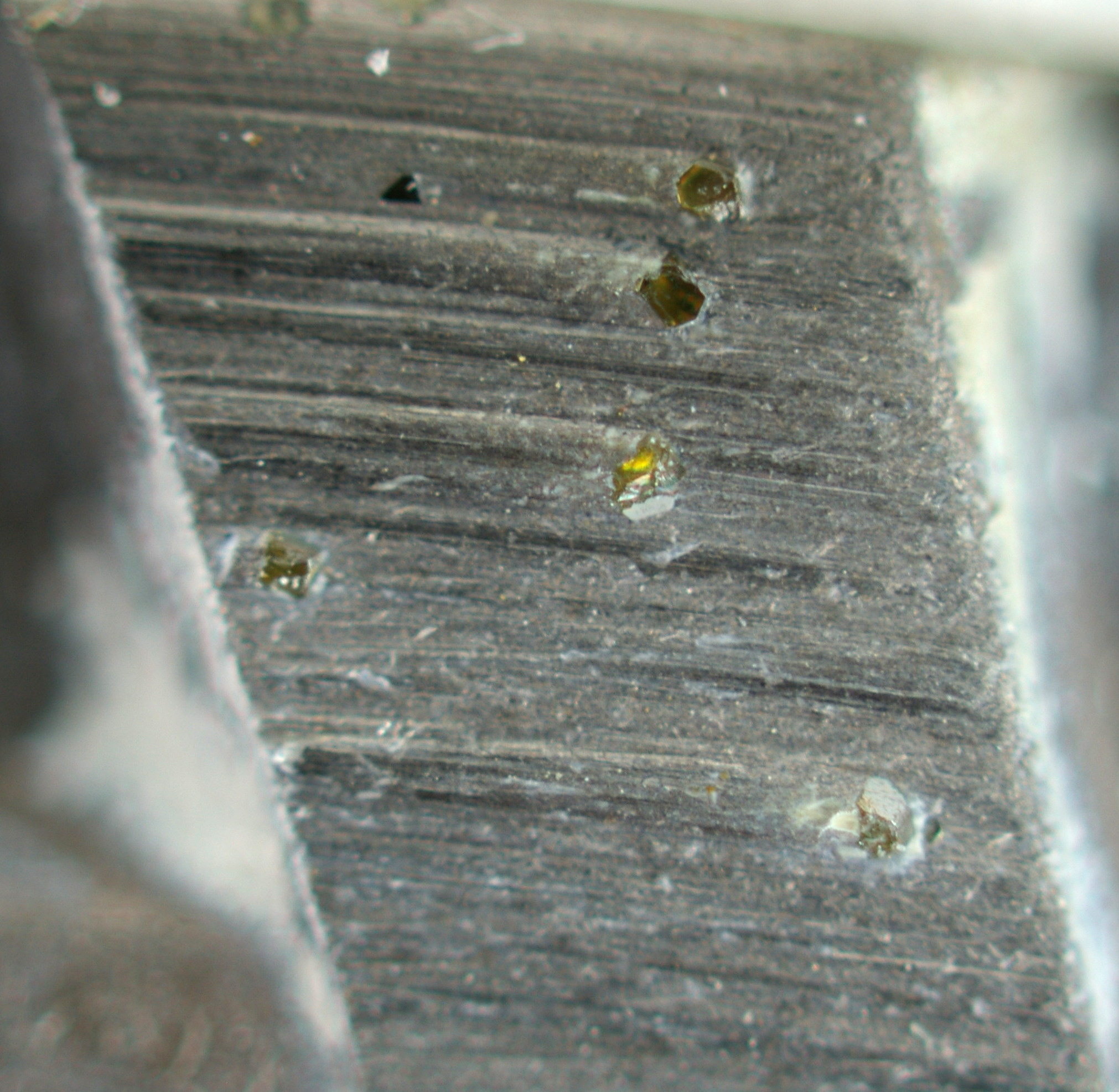
نمای نزدیک از قسمتی از تیغه اره الماس

الماس یکی از سخت‌ترین مواد شناخته شده در جهان است. این ماده کریستالی دارای ساختار کربنی منحصر به فردی است که به آن سختی فوق‌العاده‌ای می‌بخشد. این ویژگی‌های منحصر به فرد الماس، آن را به یکی از مهم‌ترین و مفیدترین مواد در صنعت و علم تبدیل کرده است.

## تاریخچه و کشف الماس
الماس‌ها از زمان‌های باستان شناخته شده‌اند و همیشه به دلیل زیبایی و دوام بی‌نظیر خود مورد توجه بوده‌اند. اولین الماس‌ها در هند باستان کشف شدند، جایی که از آنها به عنوان جواهرات و همچنین در مراسم مذهبی استفاده می‌شد. با گذشت زمان، منابع الماس در دیگر مناطق جهان نیز کشف شد، از جمله در آفریقا و آمریکای جنوبی.
خواص فیزیکی و شیمیایی الماس
الماس یک آلوتروپ کربن است که در آن اتم‌های کربن به صورت چهار وجهی به یکدیگر متصل شده‌اند. این ساختار چهار وجهی باعث می‌شود که الماس به سخت‌ترین ماده طبیعی تبدیل شود. علاوه بر سختی، الماس دارای خواص دیگری نیز هست:
1. سختی بالا: به دلیل ساختار بلوری چهار وجهی، الماس سخت‌ترین ماده طبیعی است و می‌تواند تقریباً هر ماده دیگری را برش دهد. این ویژگی در صنعت بسیار مورد استفاده قرار می‌گیرد، به ویژه در تولید ابزارهای برش و حفاری.
2. رسانایی حرارتی بالا: الماس یکی از بهترین رساناهای حرارتی است. این ویژگی باعث می‌شود که الماس به عنوان ماده‌ای ایدئال برای استفاده در دستگاه‌های الکترونیکی و همچنین در ابزارهای برش و حفاری که نیاز به تحمل دماهای بالا دارند، مطرح شود.
3. شفافیت نوری: الماس‌ها به دلیل شفافیت بالا و بازتاب نور، در جواهرسازی بسیار محبوب هستند. این خاصیت نوری باعث می‌شود که الماس‌ها به زیبایی بدرخشند و نور را به زیبایی تجزیه کنند.
4. پایداری شیمیایی: الماس‌ها در برابر بسیاری از مواد شیمیایی مقاوم هستند و به سختی با دیگر مواد واکنش نشان می‌دهند. این پایداری شیمیایی، الماس‌ها را به موادی مناسب برای استفاده در شرایط سخت و محیط‌های خورنده تبدیل می‌کند.

کاربردهای صنعتی الماس
الماس در مقایسه با ابزارهایی که با ساینده‌های معمولی مانند کوراندوم و کاربید سیلیکون ساخته شده‌اند، مزایای بسیاری دارد. ابزارهای الماسی به دلیل سختی و مقاومت بالا، عمر طولانی‌تری دارند و می‌توانند مواد سخت‌تری را برش دهند. این ابزارها در صنایع مختلفی از جمله معدن، برش سنگ و فلزات، و ساخت تجهیزات دقیق مورد استفاده قرار می‌گیرند.
1. صنعت معدن: در صنعت معدن، از مته‌های الماسی برای حفاری استفاده می‌شود. این مته‌ها قادر به نفوذ در سنگ‌های بسیار سخت هستند و به دلیل دوام بالای خود، هزینه‌های تعمیر و نگهداری را کاهش می‌دهند.
2. برش سنگ و فلزات: الماس به عنوان ماده‌ای ایدئال برای برش سنگ‌های قیمتی و فلزات سخت استفاده می‌شود. ابزارهای برش الماسی می‌توانند با دقت بالا و بدون آسیب رساندن به ماده اصلی، عملیات برش را انجام دهند.
3. صنعت الکترونیک: به دلیل رسانایی حرارتی بالا، الماس‌ها در تولید تراشه‌های الکترونیکی و قطعات نیمه‌هادی مورد استفاده قرار می‌گیرند. این قطعات می‌توانند دمای بالا را تحمل کنند و در نتیجه عملکرد بهتری دارند.
4. صنایع پزشکی: الماس‌ها در تجهیزات پزشکی نیز کاربرد دارند، به ویژه در تولید تیغه‌های جراحی بسیار دقیق و مقاوم. این تیغه‌ها می‌توانند برش‌های بسیار دقیق و تمیزی را ایجاد کنند که در جراحی‌های حساس بسیار مفید است.

تولید و سنتز الماس
با وجود اینکه الماس‌های طبیعی از معادن استخراج می‌شوند، تکنیک‌های پیشرفته‌ای برای تولید الماس‌های مصنوعی نیز وجود دارد. این الماس‌ها دارای خواص مشابهی با الماس‌های طبیعی هستند و در بسیاری از کاربردهای صنعتی مورد استفاده قرار می‌گیرند.
۱. روش HPHT (فشار و دمای بالا): در این روش، الماس‌ها تحت فشار و دمای بسیار بالا تولید می‌شوند. این روش شبیه به فرایند طبیعی تشکیل الماس در زمین است و الماس‌های تولید شده به این روش دارای کیفیت بالا و خواص مشابه با الماس‌های طبیعی هستند.
۲. روش CVD (رسوب‌گذاری بخار شیمیایی): در این روش، الماس‌ها از گازهای کربنی مانند متان تولید می‌شوند. این گازها تحت شرایط خاصی تجزیه شده و اتم‌های کربن به صورت لایه‌لایه بر روی سطحی رسوب می‌کنند و الماس تشکیل می‌شود. این روش به ویژه برای تولید الماس‌های بزرگ و با کیفیت بالا مناسب است.
الماس با داشتن ویژگی‌های منحصر به فرد مانند سختی بالا، رسانایی حرارتی عالی، شفافیت نوری و پایداری شیمیایی، به عنوان یکی از ارزشمندترین و کارآمدترین مواد در صنایع مختلف شناخته شده است. کاربردهای گسترده الماس در صنعت معدن، برش سنگ و فلزات، صنعت الکترونیک و پزشکی نشان‌دهنده اهمیت و کارایی بی‌نظیر این ماده است. با استفاده از تکنیک‌های پیشرفته تولید و سنتز الماس، امروزه می‌توان به نیازهای روزافزون صنایع مختلف پاسخ داد و از ویژگی‌های منحصر به فرد این ماده بهره‌مند شد.

## تاریخچه
پلینی در تاریخ طبیعی نوشت: «وقتی یک آداماس به‌طور کامل شکسته می‌شود، به قطعات کوچکی تبدیل می‌شود که به ندرت قابل مشاهده هستند. این قطعات مورد توجه حکاکان جواهرات هستند و توسط آنها در وسایلی آهنی وارد می‌شوند زیرا بدون مشکل در سخت‌ترین مواد حفره‌هایی ایجاد می‌کنند.»

## مزایا
الماس یکی از سخت‌ترین مواد طبیعی در کرهٔ زمین است. بسیار سخت‌تر از کوراندوم و کاربید سیلیکون. الماس همچنین دارای استحکام بالا، مقاومت در برابر سایش خوب و ضریب اصطکاک کم است. پس زمانی که به عنوان یک ساینده مورد استفاده قرار می‌گیرد، به‌طور واضح مزایای زیادی نسبت به سایر ساینده‌های معمولی دارد.

### مزایای ابزارهای سنگ زنی الماس
الماس می‌تواند برای ساخت ابزارهای سنگ زنی مورد استفاده قرار گیرد که دارای مزایای زیر است:
- راندمان سنگ زنی بالا، نیروی سنگ زنی کم: حرارت کمتری توسط سوراخ در فرایند سنگ زنی تولید می‌شود. این می‌تواند سوختگی و ترک روی سطح قطعه کار را کاهش داده یا از آن جلوگیری کند و سایش و مصرف انرژی تجهیزات را کاهش دهد.
- مقاومت در برابر سایش بالا: تغییر ابعاد ابزارهای سنگ زنی الماس اندک است. این می‌تواند منجر به کیفیت سنگ زنی خوب و دقت بالای آسیاب شود.
- طول عمر طولانی، دوره پانسمان طولانی: این می‌تواند راندمان کار را تا حد زیادی افزایش دهد و محیط کار کارگران را بهبود بخشد و شدت کار محصول را کاهش دهد.
- هزینه جامع کم: هزینه پردازش هر قطعه کار کمتر است.

## دسته‌بندی‌ها
هزاران نوع از ابزارهای الماس وجود دارد. آنها را می‌توان با توجه به روش‌های تولید و کاربرد آنها تقسیم‌بندی کرد.

### دسته‌بندی‌ها بر اساس روش تولید
ابزارهای الماس را می‌توان با توجه به روش‌های تولید آن‌ها به صورت زیر تقسیم‌بندی کرد:
- ابزارهای الماس با پیوند فلزی: مواد اتصال ابزار، فلز متخلخل حاوی سنگ الماس است. بخش‌های کاربردی ابزار معمولاً قطعات الماسی هستند. این ابزارها شامل تیغه‌های اره الماس با چسب فلزی، چرخ‌های فنجان سنگ زنی الماسی، مته‌های هسته الماسی و غیره می‌باشد. بسته به سختی یا ساینده بودن مواد. پیوند مورد استفاده میزان ساییدگی پودرهای فلزی را تعیین می‌کند و کریستال‌های الماس جدید را در سطح قرار می‌دهد و در نتیجه سطح برش ساینده را حفظ می‌کند. استحکام باند متفاوتی با ترکیب آلیاژی از پودرهای فلزی انتخاب شده و میزان حرارت و فشار اعمال شده به بخش متخلخل به دست می‌آید. ماده مرجع در طول تاریخ کبالت بوده است، به دلیل حفظ الماس بالا، سهولت پردازش با فشار داغ و نرخ سایش قابل تنظیم توسط پودرهای مخلوط برنز[۲] یا کاربید تنگستن. با توجه به قیمت بالا و ناپایدار آن و نگرانی‌های زیست‌محیطی، سیستم‌های جایگزین بر اساس آلیاژها یا مخلوط‌های آهن-مس، با افزودنی‌های فلزی و غیر فلزی بیشتر توسعه یافته‌اند.[۳]
- ابزارهای الماسی متصل به رزین: مواد چسباننده ابزار عمدتاً پودر رزین است. نمونه ای از این نوع ابزار، لنت‌های پولیش الماس چسبانده شده با رزین است که در صنعت ساختمان استفاده می‌شود.
- ابزارهای الماس آبکاری شده: این ابزارها با چسباندن الماس‌ها بر روی پایه ابزار به روش آبکاری الکتریکی یا از طریق روش CVD (رسوب بخار شیمیایی) ساخته می‌شوند. آنها معمولاً می‌توانند با دقت پردازش خوبی ساخته شوند.
- ابزارهای الماسی با پیوند سرامیکی: مواد چسباننده ابزار معمولاً شیشه و پودر سرامیک است. این ابزار معمولاً دارای ویژگی‌های پایداری شیمیایی خوب، تغییر شکل الاستیک کوچک، اما شکنندگی بالا و غیره است.
- الماس پلی کریستالی (PCD): آنها معمولاً از پخت بسیاری از بلورهای تک الماس با اندازه میکرو در دمای بالا و فشار بالا ساخته می‌شوند. PCD چقرمگی شکست خوب و پایداری حرارتی خوبی دارد و در ساخت مته‌های زمین‌شناسی استفاده می‌شود.
- کامپوزیت یا فشرده الماس پلی کریستالی (PDC): آنها از ترکیب برخی از لایه‌های الماس پلی کریستالی (PCD) با لایه ای از آستر کاربید سیمانی در دمای بالا و فشار بالا ساخته می‌شوند. PDC دارای مزایای مقاومت در برابر سایش بالای الماس با چقرمگی خوب کاربید است.
- ابزار الماس لحیم کاری شده با دمای بالا: این ابزار با لحیم کاری یک لایه الماس بر روی ابزار از طریق لحیم کاری در دمای بیش از ۹۰۰ ساخته می‌شود. درجه سانتی گراد با استفاده از لحیم کاری خلاء یا لحیم کاری محافظت شده در جو. این ابزار چندین مزیت دارد: لحیم کاری می‌تواند الماس‌ها را بسیار محکم نگه دارد، ارتفاع تک لایه الماس‌ها می‌تواند ۷۰٪ تا ۸۰٪ اندازه آنها باشد، و الماس‌ها را می‌توان به‌طور منظم روی ابزار مرتب کرد.

### دسته‌بندی‌ها بر اساس کاربرد
اگر تقسیم‌بندی با توجه کاربرد انجام شود، ابزارهای الماس تراش، ابزارهای برش الماس (مانند مته‌های پیچشی با روکش الماس)، ابزارهای مته زنی الماس، ابزارهای اره الماس (به عنوان مثال، تیغه‌های اره الماس)، قالب‌های طراحی الماس و کاربردهای دیگر وجود دارد.

## کاربردها

### مواد قابل اجرا
ابزارهای الماس برای پردازش مواد زیر مناسب است:
- آلیاژ کاربید
- مواد غیر فلزی سخت یا ساینده، به عنوان مثال، سنگ، بتن، آسفالت، شیشه، سرامیک، سنگ‌های قیمتی و مواد نیمه هادی.
- فلزات غیر آهنی مانند آلومینیوم، مس و آلیاژهای آنها و برخی مواد نرم اما سخت مانند لاستیک و رزین.

با توجه به اینکه الماس‌ها می‌توانند با Fe, Co, Ni, Cr, V در دماهای بالایی که در فرایندهای سنگ زنی ایجاد می‌شود، واکنش دهند، ابزارهای الماس غالباً برای پردازش فولادها از جمله فولادهای معمولی و فولادهای آلیاژی گوناگون مناسب نیستند، در حالی که ابزار فوق سخت دیگر، ابزار نیترید بور (CBN) برای پردازش فولادها مناسب است. ابزارهای تولید شده با ساینده‌های عادی (مانند کوراندوم و کاربید سیلیکون) نیز می‌توانند این کار را انجام دهند.

### زمینه‌های کاربردی
ابزارهای الماس در زمینه‌های زیر مورد استفاده قرار می‌گیرد:
- اکتشاف زمین‌شناسی یا پروژه: مته‌های زمین‌شناسی الماس، مته‌های نفت الماس و مته‌های دیوار نازک الماس اغلب استفاده می‌شود. کاربرد اصلی بیت‌های حفاری PCD در صنایع نفت و گاز طبیعی و صنعت معدن می‌باشد.
- پردازش سنگ: تیغه‌های اره مدور الماس، اره‌های الماس باند، اره نواری الماس برای اره سنگ مرمر، گرانیت و سایر بلوک‌های سنگی استفاده می‌شود. اره سیم الماس در معادن سنگ برای بهره‌برداری از بلوک‌های سنگ خام استفاده می‌شود. ابزارهای الماسی شکل برای پردازش سنگ به شکل خاصی استفاده می‌شود. برای صیقل دادن سنگ از پدهای پولیش الماس متصل به رزین استفاده می‌شود.
- ساخت و ساز: تیغه‌های اره الماس با اندازه متوسط یا کوچک، مته‌های هسته الماس و برخی ابزارهای سنگ زنی یا پرداخت الماس اغلب در تعمیر جاده‌ها، بازسازی ساختمان‌ها و پردازش مصالح ساختمانی استفاده می‌شود.
- نجاری: کفپوش لمینت کامپوزیت به‌طور گسترده استفاده می‌شود. مانند سنگ پوشیدنی است. در پردازش آن از تیغه‌های اره دایره ای PCD، برش پروفیل، مته‌های پیچشی و سایر ابزارهای الماسی استفاده می‌شود.
- پردازش قطعات یدکی خودرو: ابزارهای برش PCD و PCBN برای برآوردن نیازهای پردازش با راندمان بالا و انحراف کم در این حوزه استفاده می‌شوند.
- پردازش محصولات IT و لوازم خانگی: چرخ‌های برش الماس بسیار نازک با دقت بالا برای برش برش‌های سیلیکون استفاده می‌شود. چرخ‌های سنگ زنی الماس متصل به رزین برای پردازش سرامیک در صنعت فیبر نوری استفاده می‌شود.
- پردازش سرامیک‌های مهندسی: سرامیک‌های مهندسی به‌طور گسترده در بسیاری از صنایع استفاده می‌شود. آنها دارای خواص چقرمگی بالا، سختی بالا، مقاومت در برابر درجه حرارت بالا هستند. چرخ‌های سنگ زنی الماس با چقرمگی بالا و بادوام برای پردازش آنها ساخته شده‌اند.
- ابزار کاربید و سایر ابزارهای مکانیکی پردازش: ابزارهای الماس برای به دست آوردن دقت و کارایی پردازش بالا استفاده می‌شود.

علاوه بر مواردی که در بالا لسیت شده است، ابزارهای الماس در زمینه‌های دیگری نیز مورد استفاده قرار می‌گیرند، به عنوان مثال، در پزشکی، دانشمند ونزوئلایی هامبرتو فرناندز موران، چاقوی الماس را برای استفاده در جراحی‌های ظریف در سال ۱۹۵۵ اختراع کرد.
جدا از استفاده به عنوان ساینده به دلیل سختی بالا، الماس به خاطر سایر ویژگی‌هایی بسیار خوبی که دارد دیگر مانند رسانایی حرارتی بالا، ضریب اصطکاک کم، پایداری شیمیایی بالا، مقاومت بالا و عملکرد نوری بالا برای ساخت محصولات دیگر نیز مورد استفاده قرار می‌گیرد. پوشش روی یاتاقان‌ها و سی دی‌ها، عمل به عنوان لنز و ترمیستور، ساخت سوئیچ‌ها و سنسورهای با ولتاژ بالا و … از جمله این کاربردها هستند.

## چند نمونه از ابزارهای الماس

### ابزار پانسمان الماس
کمدهای الماس شامل ابزارهای تک یا چند نقطه ای هستند که به یک ساقه فولادی لحیم شده و برای درست کردن و پانسمان چرخ‌های سنگ زنی استفاده می‌شود. این ابزارها انواع گوناگونی دارند، مانند آغشته به سنگ ریزه، نوع تیغه ای، نوع تاج و نوع دیسکی. نکات مثبت ابزارهای چند نقطه ای نسبت به ابزارهای تک نقطه ای شامل موارد زیر می‌شوند:
1. می‌توان از تمام الماس استفاده کرد. در ابزار تک نقطه ای، زمانی که نقطه صاف است، الماس باید ریست شود و پس از چند بار تنظیم مجدد، الماس جایگزین می‌شود.
2. ابزارهای چند نقطه ای دقت بالاتری دارند، به خصوص در سنگ زنی فرم، که در آن از انواع تیغه استفاده می‌شود. تیغه‌ها از الماس‌های کشیده تشکیل شده‌اند. ضخامت کنترل شده است و تیغه‌ها در ضخامت‌های ۰٫۷۵ تا ۱٫۴۰ میلیمتر (۰٫۰۳۰ تا ۰٫۰۵۵ اینچ) موجود هستند. .
3. ابزارهای گریت از درجه سختی برخوردار هستند و می‌توان از آنها برای آسیاب‌های رومیزی استفاده کرد.
4. از آنجایی که از نقاط کوچک استفاده می‌شود، الماس‌ها برخلاف ابزارهای تک نقطه ای که دارای نقاط ضخیم هستند، لبه برشی با نقاط طبیعی دارند.
5. هزینه ابزارهای چند نقطه ای کمتر است، زیرا از الماس‌های کوچکتر و ارزان‌تر استفاده می‌شود.

### ابزار برش PCD
الماس پلی کریستالی (PCD) در یک پرس که دما و فشار بالایی دارد (HT-HP) به وجود می‌آید، یا به عنوان یک ویفر الماس بر روی یک پشتی از کاربید، یا تشکیل یک «رگه» از الماس داخل یک ویفر یا میله کاربید.
بیشتر ویفرها تا حد آینه ای جلا داده می‌شوند، سپس با ابزار ماشینکاری تخلیه الکتریکی (EDM) به قطعات کوچکتر و کارآمد بریده می‌شوند و سپس بر روی تیغه اره، ریمر، مته یا سایر ابزارها لحیم می‌شوند. اغلب آنها با EDM ماشینکاری می‌شوند یا زمان بیشتری آسیاب می‌شوند تا رگه الماس در امتداد لبه برش پیدا شود. این ابزارها غالباً برای ماشینکاری مواد غیر فلزی و غیر آهنی مورد استفاده قرار می‌گیرند.
عملیات سنگ زنی به دلایل گوناگونی با EDM ترکیب می‌شود. به عنوان نمونه، براساس گفته مدرن ماشین شاپ،</link> این ترکیب این امکان را فراهم می‌کند تا نرخ حذف مواد بالاتری داشته باشد و در نتیجه از نظر مالی مقرون به صرفه تر است. همچنین، فرایند EDM کمی بر روی پرداخت سطح تأثیر می‌گذارد. سنگ زنی در ناحیه آسیب دیده برای ایجاد پرداخت سطح ریزتر مورد استفاده قرار می‌گیرد. مؤسسه ماشینکاری الکتریکی پکن</link> شکل‌دهی و هندسه سطح ظریف‌تری را به ترکیب این دو فرایند در یک فرایند نسبت می‌دهد.
خود این فرایند با ترکیب دو بخش از هر فرایند جداگانه در یک چرخ سنگ زنی انجام می‌شود. چرخ گرافیت الماسی کار سنگ زنی را انجام می‌دهد، در حالی که حلقه گرافیتی دور چرخ به عنوان قسمت EDM کار می‌کند. با این حال، با توجه به اینکه الماس یک ماده نارسانا است، پیوند در قطعه کار PCD باید به اندازه لازم باشد تا رسانایی مورد نیاز برای عملکرد فرایند EDG را تأمین کند.
ابزارهای الماس پلی کریستالی به شکل وسیعی در صنایع خودروسازی و هوافضا مورد استفاده قرار می‌گیرند. آنها برای ماشینکاری با سرعت بالا (۹۰۰۰ فوت سطح در دقیقه یا بالاتر) در آلیاژهای سخت و ساینده آلومینیوم و فرایندهای با سایش بالا مانند مته زنی فیبر کربن و سرامیک ایده‌آل هستند. لبه‌های برش الماس باعث می‌شود پیش از نیاز به تعویض، برای مدت طولانی ماندگاری داشته باشند. فرایندهای با حجم بالا، تحمل‌های سخت و فرایندهای بسیار ساینده برای ابزارکاری الماس ایدئال هستند.

### فشرده الماس پلی کریستالی
در اواخر دهه ۱۹۷۰، جنرال الکتریک فناوری الماس پلی کریستالی فشرده شده (PDCs) را به عنوان جانشینی برای الماس‌های طبیعی در مته‌ها توسعه داد. PDCها طی زمان‌های طولانی در محیط‌های آزمایشگاهی برای برش سطوح سنگ‌های کریستالی استفاده شده‌اند و در حال حاضر این ظرفیت‌ها در محیط‌های خشن در سرتاسر جهان پیاده‌سازی شده است.
در اوت ۲۰۰۰، وزارت انرژی ایالات متحده مدعی شد که حدوداً یک سوم کل فیلم‌های مته کاری شده در سراسر جهان با بیت‌های PDC مته کاری می‌شوند، با ادعای ذخیره نزدیک به ۱۰۰۰۰۰ دلار در هر بیت PDC در مقایسه با بیت‌های هسته غلتکی.

### خمیر ودوغابالماس
خمیرهای الماس برای پرداخت موادی که نیاز به سطح آینه ای دارند مورد استفاده قرار می‌گیرد. آنها اغلب در نمونه‌های متالورژی، قالب‌های کاربید، مهر و موم کاربید، صنعت شیشه عینک، و برای پرداخت سطح الماس مورد استفاده قرار می‌گیرند. خمیر الماس معمولاً در کاربردهای صنعتی برای پرداخت و تیز کردن تیغه‌های فلزی و سایر سطوح فلزی مورد استفاده قرار می‌گیرد. خمیر فقط برای صیقل دادن تیغه فلزی نیست، بلکه لبه برش را هم تیز می‌کند.

### ابزار آبکاری الماس
پودر الماس که از طریق آبکاری الکتریکی ته‌نشین می شود برای ساخت فایل‌ها (از جمله سوهان ناخن) و در کاربردهای کوچک آسیاب استفاده می‌شود.

### ابزار تراش الماس تک نقطه ای
در تراشکاری الماس تک نقطه ای (SPDT) یک الماس جامد و بی نقص به عنوان لبه برش مورد استفاده قرار می‌گیرد. الماس تک کریستالی می‌تواند طبیعی یا ساختگی باشد و با سنگ زنی و پرداخت مکانیکی در ابعاد مطلوب تیز می‌شود. لبه برش بیشتر ابزارهای الماسی تا ده‌ها نانومتر تیز است که آنها را برای برش مواد غیر آهنی با دقت بسیار بالا، بسیار کارآمد می‌کند. SPDT یک عملیات ماشینکاری با دقت بالا است که برای ایجاد اپتیک‌های غیر کروی و غیرعادی نهایی مورد استفاده قرار می‌گیرد بدون اینکه به پرداخت سطح بیشتر پس از اتمام نیاز باشد. دقیق‌ترین ماشین ابزار دنیا، LODTM، که در گذشته در آزمایشگاه ملی لارنس لیورمور استفاده می‌شد، دارای دقت پروفیل ۲۸ نانومتر بود، در حالی که بیشتر ماشین‌ها به دنبال ناهمواری به اندازه آن انحراف هستند.
SPDT برای اپتیک، برای سطوح صاف که در آن‌ها نیاز به پرداخت سطح و همچنین دقت ابعادی بسیار بالا وجود دارد، و زمانی که لپ‌گذاری غیراقتصادی یا غیرعملی باشد، استفاده می‌شود.

### تیغه‌های اره الماس
برای اره‌های قطع کننده که با گاز کار می‌کنند و سرعت بالایی دارند، اره‌های پشتی، آسیاب‌های دستی، اره‌های پل، اره‌های رومیزی، اره‌های کاشی و انواع دیگر اره‌ها.
تیغه مقعر
برای برش منحنی روی میزها برای نصب سینک یا مجسمه‌سازی.
نشانگرها را جمع کنید
تیغه‌های الماس ضخیم برای ترمیم، شامل سنگ زنی و جایگزینی ملات.
شکارچی‌ها
تیغه‌های الماس V شکل ضخیم برای ترمیم ترک‌های بتن.

### فنجان‌های سنگ زنی با نوک الماس
غالباً در آسیاب‌های دستی برای سنگ زنی بتن یا سنگ مورد استفاده قرار می‌گیرند.

### اره هسته یا اره سوراخ دار با نوک الماس
لوله فولادی توخالی با بخش‌های الماسی برای ایجاد سوراخ در دیوارهای بتنی در صنعت ساخت و ساز، کاشی‌های چینی یا میزهای گرانیتی در صنایع داخلی، یا همچنین برای استخراج هسته نمونه در صنعت معدن مورد استفاده قرار می‌گیرند.

### درج ابزار PCD
مورد استفاده در ماشین ابزارهایی که سرامیک و آلومینیوم را با سرعت بالا ماشینکاری می‌کنند.

### درج ابزار PD
در مراکز تراشکاری برای اپتیک و سطوح دقیق مورد استفاده قرار می‌گیرد.

### پد پولیش
پدهایی با کریستال‌های از جنس الماس برای صیقل دادن مرمر و دیگر سنگ‌های ظریف.

### برش با سیم الماس
سیم با کریستال‌های الماس برای برش.
برخی از خصوصیات برش با سیم الماس عبارتند از:
بدون ضربه، بدون بخار و ساکت
سطح برش صاف عمق برش نامحدود برش افقی، عمودی و با زاویه دهانه‌های دایره ای تا قطر ۲۵۰۰ میلی‌متر تأسیسات برش غوطه ور که اجازه می‌دهد تا دهانه‌های کور تشکیل شوند کنترل از راه دور برای افزایش ایمنی

### زنجیر اره الماس
برای بریدن سنگ، بتن و آجر با اره برقی ویژه.